# حسین بشاش
حسین بشاش بافکر، زاده ۱۳۵۰ در صومعه‌سرا صدابردار سینما و تلویزیون ایرانی است. او در آثاری همچون فیلم سینمایی فروشنده (فیلم ۱۳۹۴) و فیلم سینمایی در میان ابرها فعالیت داشته‌است.

## فیلم‌شناسی

### صدابردار
- تروا (فیلم ۱۳۹۹) (۱۳۹۹)
- گیسوم(۱۳۹۷)
- زنی با ارابه چوبی(۱۳۹۷)
- قطار آن شب (۱۳۹۷)
- نبات (فیلم) (۱۳۹۶)
- دژاوو (۱۳۹۶)
- اتاق تاریک (فیلم) (۱۳۹۶)
- عشق و آتش (۱۳۹۶)
- زندگی از نو (۱۳۹۶)
- برگ جان (۱۳۹۵)
- پایان رؤیاها (۱۳۹۵)
- ماهورا (فیلم) (۱۳۹۵)
- باران می‌بارید (۱۳۹۴)
- خشم و هیاهو (۱۳۹۴)
- سایه (فیلم ۱۳۹۴)
- فروشنده (فیلم ۱۳۹۴)
- قندون جهیزیه (۱۳۹۳)
- گذر از رنج‌ها (۱۳۹۳)
- ماهی سیاه کوچولو (۱۳۹۳)
- سیزده (۱۳۹۲)
- دلتنگی‌های عاشقانه (۱۳۹۱)
- سرگشته(۱۳۹۰)
- زندگی خصوصی آقا و خانم میم (۱۳۹۰)
- فرزند خوانده (۱۳۹۰)
- آلزایمر (۱۳۸۹)
- اینجا بدون من (۱۳۸۹)
- قفل یعنی کلید(۱۳۸۷)
- دوزخ، برزخ، بهشت (۱۳۸۷)
- شکارچی (۱۳۸۷)
- قند تلخ (۱۳۸۷)
- در میان ابرها (۱۳۸۶)
- قاصدک روی شانه(۱۳۸۵)
- آخرین ملکه زمین (۱۳۸۵)
- آنکه دریا می‌رود (۱۳۸۵)
- زاگرس (۱۳۸۴)
- صبحی دیگر (۱۳۸۴)
- حیات (۱۳۸۳)
- عاشق مترسک (۱۳۸۲)
- وقت چیدن گردوها (۱۳۸۲)
- سکوت میان دو فکر (۱۳۸۱)

## دستیار صدابردار
- بید مجنون (فیلم ۱۳۸۳)
- چند تار مو (۱۳۸۲)
- فراری (۱۳۸۱)
- امتحان (۱۳۸۰)
- سال سخت در خمین /صنوبر (۱۳۸۰)
- باران (۱۳۷۹)
- اعتراض (۱۳۷۸)
- جمعه (۱۳۷۸)
- جنگجوی پیروز (۱۳۷۷)
- رنگ خدا (۱۳۷۶)

## مسئول جلوه‌های ویژه
- سارای (۱۳۷۶)

## جلوه‌های ویژه
- پنجه در خاک (۱۳۷۶)

## دستیار جلوه‌های ویژه
- خفاش (۱۳۷۶)
- شبیخون (۱۳۷۶)
- اسکادران عشق (۱۳۷۵)
- عشق گمشده (۱۳۷۵)
- نابخشوده (فیلم ۱۳۷۵) (۱۳۷۵)

## جوایز
- نامزد - تندیس بهترین صدابرداری برای فیلم: در میان ابرها
- نامزد - سیمرغ بلورین بهترین صدابرداری برای فیلم: خشم و هیاهو
- نامزد - تندیس خانه سینما صدابرداری برای فیلم: خشم و هیاهو